# アッシャー家の末裔
『アッシャー家の末裔』（アッシャーけのまつえい、仏: La chute de la maison Usher）とは、1928年に公開されたフランスのホラー映画。エドガー・アラン・ポーの短編小説『アッシャー家の崩壊』の映画化で、ジャン・エプシュタインが監督した。

## キャスト
- マデライン・アッシャー：マルグリート・ガンス
- ロデリック・アッシャー：ジャン・ドビュクール（フランス語版）
- アラン：シャルル・ラミー
- 酒場の客：アベル・ガンス

## 制作
原作ではロデリックとマデラインは兄妹だったのが、映画では夫婦に変更されている。この脚本を書いたのは監督のエプシュタインとルイス・ブニュエル。ブニュエルの名前がクレジットされた2番目の映画である（最初にクレジットされたのはエプシュタイン監督の『Mauprat』（1926年）に助監督として）。しかし原作の解釈についてエプシュタインと衝突し、ブニュエルは降板した。ブニュエルの脚本が完成した映画にどれだけ残っているかは不明である。
主演のマルグリート・ガンスは前年に『ナポレオン』を撮った映画監督アベル・ガンスの当時の妻（後に離婚）で、アベル・ガンスもこの映画に出演している。

## 公開
フランスでの公開は1928年10月28日。
なお原作『アッシャー家の崩壊』はこの後、何度も映画化されている。
- 『The Fall of the House of Usher』（1928年、アメリカ、監督James Sibley Watson）
- 『The Fall of the House of Usher』（1948年、イギリス、監督 Ivan Barnett）
- 『アッシャー家の惨劇』（1960年、アメリカ、監督ロジャー・コーマン）[3]
- 『アッシャー家の崩壊』（1980年、チェコスロバキア、監督ヤン・シュヴァンクマイエル）※短編

## 評価
映画評論家トロイ・ハワースはこの映画について、「サイレントの実験映画の中でも有名な作品の1つ」とし、「素早いカット、フェティシズム的クロースアップ、夢幻的な雰囲気により、他のどんな映画よりも映画詩の領域に近づいている」、この映画でエプシュタインは「映画に対して不朽の貢献」を果たしたと評している。
批評家ロジャー・イーバートはその著書『The Great Movies』の中で、この映画を偉大な映画のうちの1つとしている